# 崎守駅
崎守駅（さきもりえき）は、北海道室蘭市崎守町にある北海道旅客鉄道（JR北海道）室蘭本線の駅である。駅番号はH34。電報略号はサモ。

## 歴史

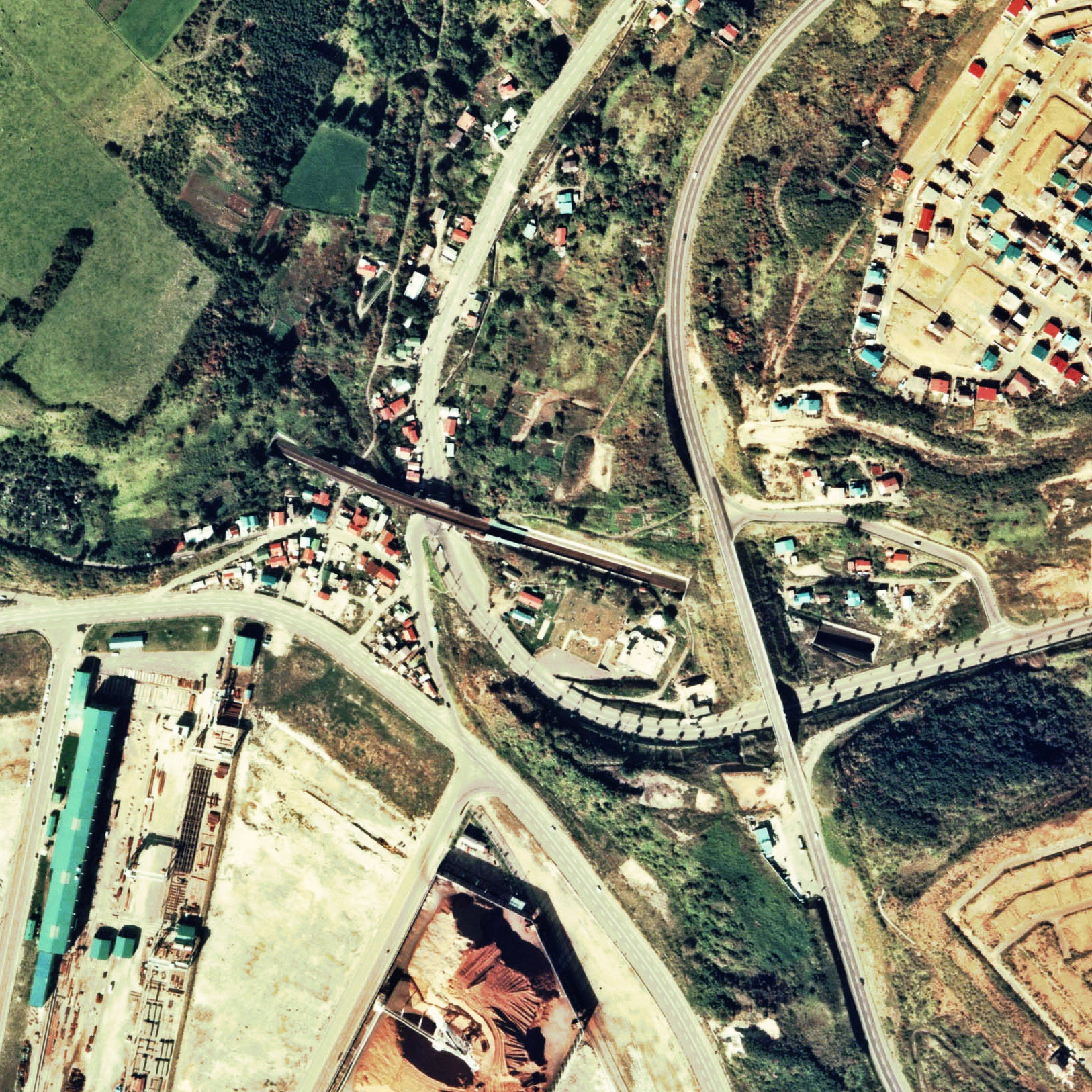
1976年の崎守駅と周囲約750m範囲。右が東室蘭方面。左手新トンネルのすぐ上方に旧トンネル。旧線は、埠頭の木材チップヤード裏まで伸びる臨港貨物線の支線や、その先の新道から斜めに分かれる細い旧道の右横（内陸側）に沿って、このトンネルまで緩く逆S字を描いていた。新線の跨道橋と海側の新道に挟まれた市街の中を細い旧道が台形を描いている。台形の上辺が旧線と交差する辺りは旧線が築堤の上を走っていて、跨道橋が設けられていた。

- 1955年（昭和30年）11月1日?：国有鉄道室蘭本線の崎守町仮乗降場として開業[1][注 1]。
- 1968年（昭和43年）9月19日：黄金駅 - 陣屋町駅間の複線化および線路付替えに伴い崎守町仮乗降場を廃止し、新線上に崎守駅として開業[1]。旅客のみ取扱い[1]。無人駅[2]。
- 1987年（昭和62年）4月1日：国鉄分割民営化によりJR北海道に継承[1]。

### 駅名の由来
所在地名より。もともとこの付近が「室蘭」の語源となった「モルラン（モロラン）」の地名の発祥地であったが、現：室蘭市街に港が移ってからは旧室蘭、次いで元室蘭と呼ばれるようになり、崎守町となった。
崎守の名は、幕末期に当地に砲台が置かれ、その守りにあたった人々が「崎守の社」という神社を祀ったことに由来し、社名は一説には古代日本の防人になぞらえての呼び名といわれている。

## 駅構造
相対式ホーム（上下線とも延長180 m）2面2線を有する複線区間の高架駅。転轍機を持たない棒線駅となっている。切り通しから架道橋上にかけての駅で、橋脚に設けられた連絡通路を介して両ホーム中央部分へそれぞれ階段で連絡している。
開業時からの無人駅で、駅舎だけではなく待合室も存在しない。ただしホームには上屋を有する。かつては地上とホームを結ぶ階段途中の踊り場に約20平方メートルの待合所を有していたが、落書きや放火の被害に遭い、1999年（平成11年）8月末をもって閉鎖、後に撤去された。
駅の前後をトンネルに挟まれた場所に立地している。
当駅付近で室蘭本線は新線が旧線を跨いでおり、2002年（平成14年）時点では下りホームの長万部方から旧線の廃線跡を見下ろすことが出来た。
仮乗降場時代は、黄金側の旧トンネル手前の踏切横から、跨道橋ガーダーまでの築堤のほぼ半分近い位置まで、東室蘭に向かって左側（北側）に簡易型ホームが設置されていた。ちょうど新線が旧線跡を跨いだ位置に相当する。

### のりば
| ホーム | 路線      | 方向 | 行先             |
| ------ | --------- | ---- | ---------------- |
| 北側   | ■室蘭本線 | 下り | 東室蘭・室蘭方面 |
| 南側   | ■室蘭本線 | 上り | 豊浦・長万部方面 |

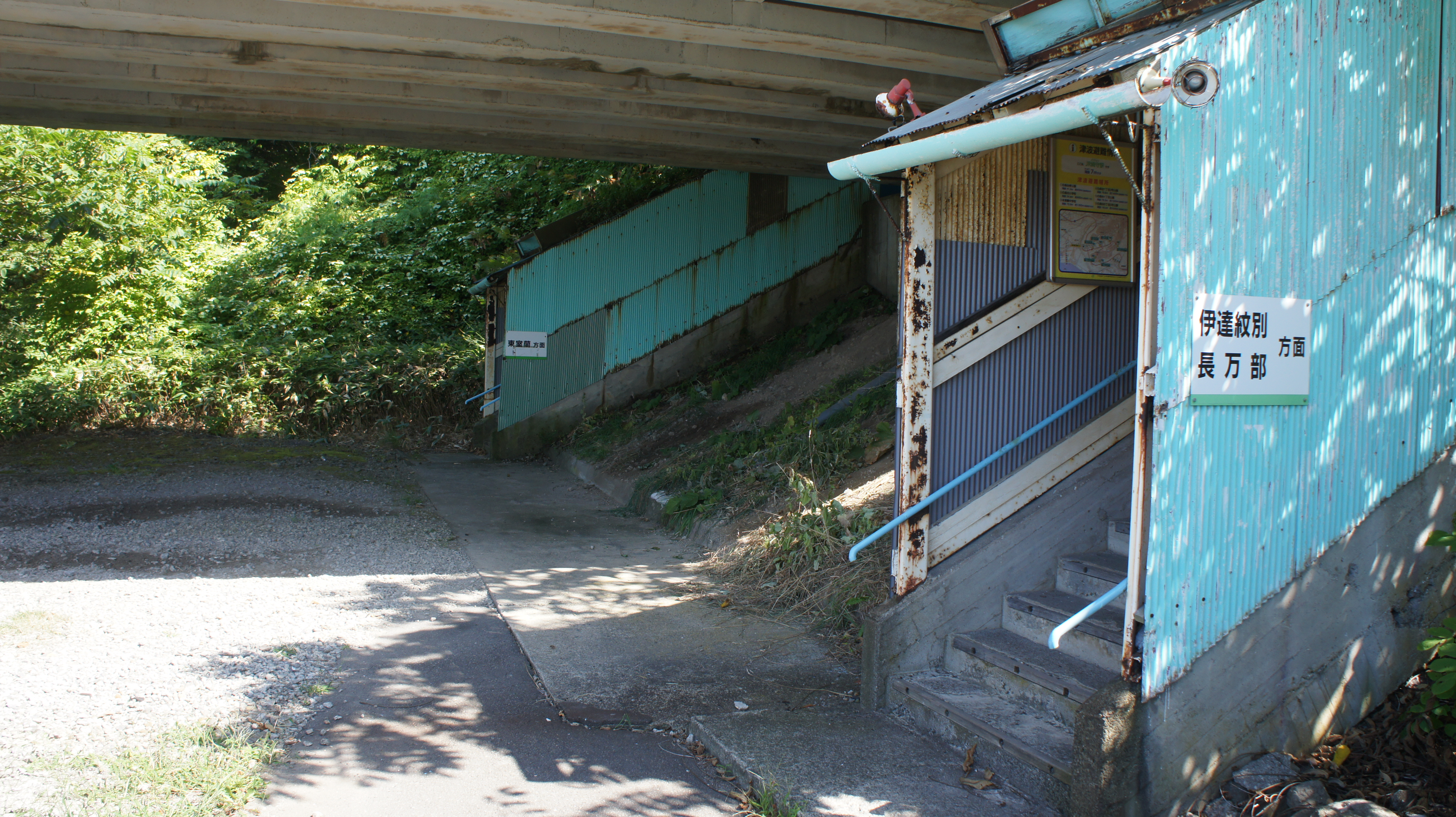
階段出入口（2017年9月）
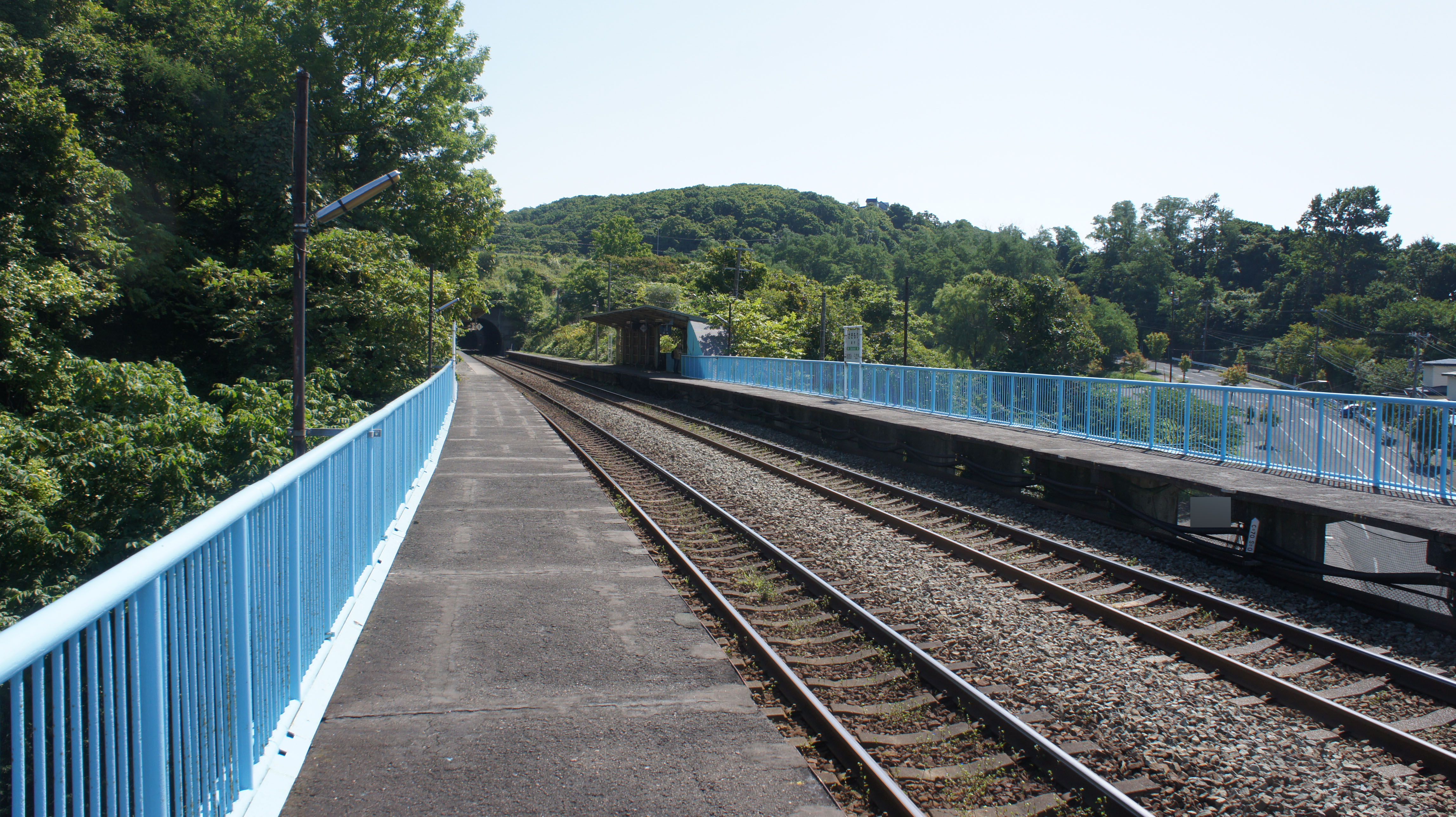
ホーム（2017年9月）
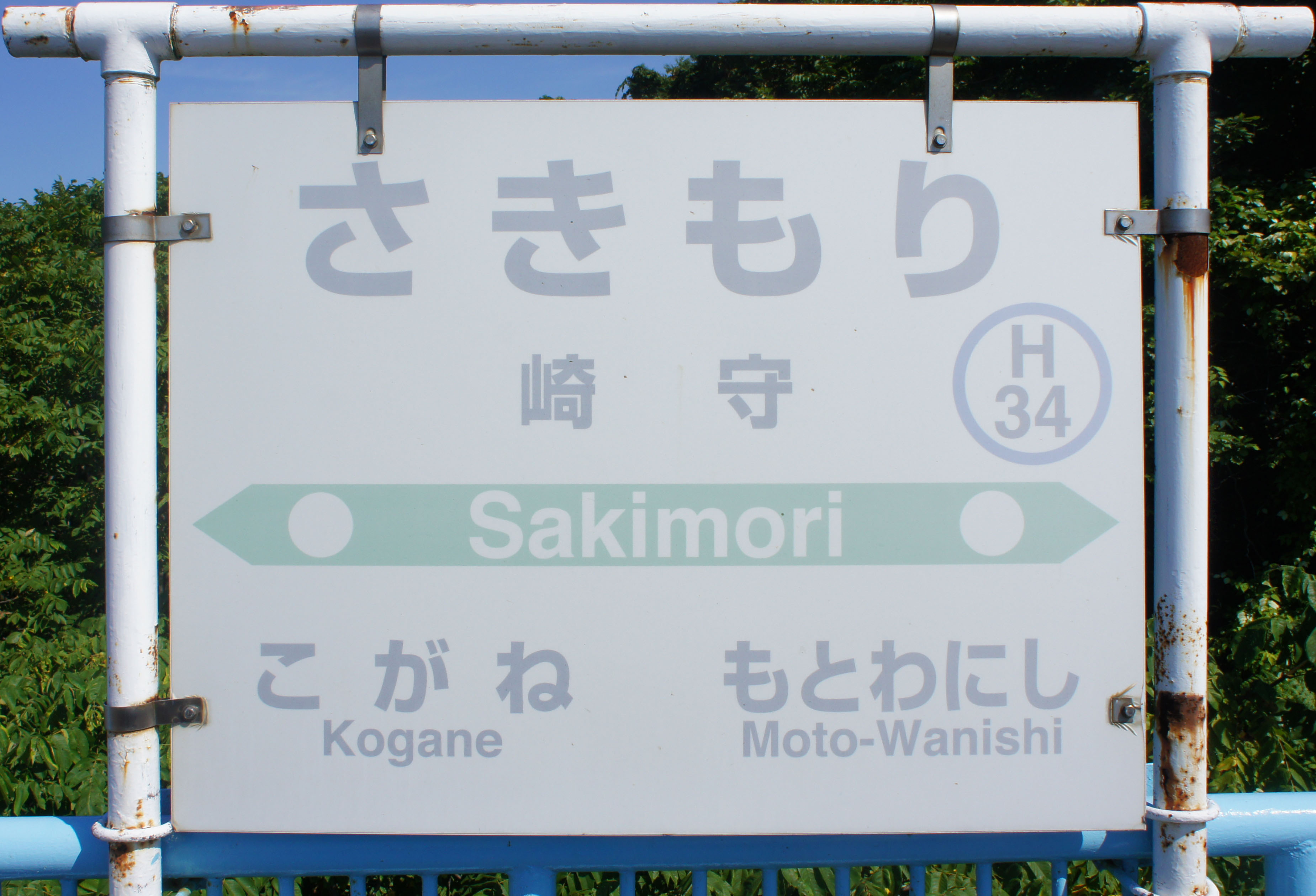
駅名標（2017年9月）

## 利用状況
- 1981年度（昭和56年度）の1日乗降客数は18人[8]。
- 1992年度（平成4年度）の1日乗降客数は200人[7]。

1日の平均乗降人員は以下の通りである。
| 乗降人員推移 | 乗降人員推移 |
| 年度         | 1日平均人数  |
| ------------ | ------------ |
| 2011         | 26           |
| 2012         | 34           |
| 2013         | 38           |
| 2014         | 46           |

## 駅周辺
付近は1969年（昭和44年）から造成された団地「白鳥台ニュータウン」となっている。
- 北海道道704号崎守停車場線
- 室蘭警察署白鳥台交番
- 室蘭白鳥台郵便局
- 室蘭信用金庫白鳥台支店
- スーパーくまがい(前身は志賀綜合食料品店ハック店)
- 室蘭市立白鳥台小学校
- 室蘭市立本室蘭小学校
- 室蘭市立本室蘭中学校
- 崎守神社（江戸時代に創建）
- 白鳥湾展望台[6]
- 南部藩モロラン陣屋跡（国指定史跡）[6] - 駅から東に約4km[8]。
- 室蘭市民俗資料館[6]
- 室蘭地名発祥地[9]
- ENEOS室蘭事業所
- 大黒島
- だんパラ公園（室蘭岳山麓総合公園）
- 望洋台霊園(だんパラ公園隣接)
- 道央自動車道室蘭IC
- 道南バス「崎守町」停留所

## 隣の駅
北海道旅客鉄道（JR北海道）
■室蘭本線
黄金駅 (H35) - 崎守駅 (H34) - （貨）陣屋町駅 - 本輪西駅 (H33)